# Tatort: Blinder Fleck
Blinder Fleck ist ein Fernsehfilm aus der Krimireihe Tatort. Der vom SRF produzierte Beitrag ist die 1244. Tatort-Episode und wurde am 24. September 2023 im SRF, im ORF und im Ersten ausgestrahlt. Das Zürcher Ermittlerduo Grandjean und Ott ermittelt in seinem sechsten Fall.

## Handlung
Im Zürcher Oberland liegt eine Frau erschossen in einem Auto, vor dem Auto liegen zwei tote Männer – ebenfalls durch Kopfschüsse getötet. Die Ermittlerinnen Grandjean und Ott finden im Auto unter dem Rock ihrer toten Mutter noch ein kleines, 6-jähriges Mädchen, das völlig verstört ist: Ella.
Die beiden toten Männer, Jakob Bachmann und Marko Tomic, waren gemeinsam mit Julie Perrier, der toten Frau, Inhaber eines Start-ups, das die Software Blind Spot zur Verhinderung von Gesichtserkennung entwickelt hat. Joel Müller, ein Investor und Geldgeber, wollte das Start-up gegen den Willen der Inhaber an einen amerikanischen Produzenten von KI-gestützten Überwachungs-Drohnen verkaufen.
Die Ermittlerin Ott findet Waldarbeiter, von denen aber keiner als Zeuge in Frage kommt – bis auf Luka Gasser, der seinen freien Tag hatte. Gasser ist neben seiner Tätigkeit als Waldarbeiter noch als Vogelbeobachter aktiv und arbeitet da auch mit Drohnen. Ott findet ihn auf einem Beobachtungsturm und befragt ihn nach Beobachtungen in Bezug auf das Verbrechen. Gasser übergibt Ott Aufnahmen des Waldes, die er mit seiner Drohne erzeugt hat.
Im Wald findet Luka Gasser einen gestürzten Motorradfahrer. Dies ist Lars Diemer, der nach einer Gefängnisstrafe wegen Kriegsverbrechen in Bosnien jetzt bei Gasser und dessen Grossmutter wohnt.
Unter der Obhut einer Psychologin malt Ella ein Bild der Tatsituation. Darauf ist ein Motorradfahrer mit schwarzem Helm zu erkennen.
Die Polizistinnen ermitteln, dass Bachmann, Tomic und Diemer gemeinsam am Massaker von Ahmići in Bosnien teilgenommen hatten. Dabei war auch Gassers Mutter ermordet worden. Um sie zu rächen, hatte er Bachmann und Tomic mit einer bewaffneten Drohne erschossen. Später erschlägt er Diemer. Beim Versuch, auch Ella mit der Drohne zu erschiessen, tötet er versehentlich seine eigene Grossmutter. Ott schiesst die Drohne ab, als sie erneut von ihr bedroht wird, und nimmt Gasser fest.

## Hintergrund
Der Film wurde vom 24. August 2021 bis zum 20. September 2021 in der Schweiz gedreht.
Die Ausgangssituation der Rahmenhandlung entspricht im Kern dem realen, bislang ungelösten Kriminalfall des Vierfachmordes von Annecy (2012).

## Rezeption

### Kritik
Claudia Tieschky nutzte ihre Kritik an dem Film in der Süddeutschen Zeitung für ein Zwischenfazit der Entwicklung des Ermittlerinnen-Duos Grandjean und Ott und fragte, wie „ein derart goldrichtiges Ermittlerteam nur so schnell“ habe „verbiedern“ können. Thematisch fehle dem Fall „keineswegs grundsätzlich die Relevanz“, hinsichtlich der Machart aber die Glaubwürdigkeit. „Die Flughöhe in Sachen emotionale Komplexität ist schon fast gefährlich niedrig“, die Handlung schreite „hart am Rand einer Soap“ voran.
Birgit Baumann findet in ihrer Kritik „Sonntags-‚Tatort‘ mit den Schweizer Ermittlerinnen: Zürcher Gemetzeltes“ im Standard: „Zwei ganz große Themen finden sich in einem großen Topf mit Zürcher Gemetzeltem wieder. Eines hätte gereicht“.

### Einschaltquoten
Die Erstausstrahlung von Blinder Fleck am 24. September 2023 wurde in Deutschland von 8,31 Millionen Zuschauern gesehen und erreichte einen Marktanteil von 30,1 % für Das Erste.